# Mycetophila trivittata
Mycetophila trivittata är en tvåvingeart som beskrevs av Freeman 1951. Mycetophila trivittata ingår i släktet Mycetophila och familjen svampmyggor. Inga underarter finns listade i Catalogue of Life.